# Izrok
Izrok (Servisch cyrillisch Изрок) is een plaats in de Servische gemeente Tutin. De plaats telt 107 inwoners (2002).